# Seiji Kimura
Seiji Kimura (木村 誠二 Kimura Seiji?, Chiba, 24 de agosto de 2001) es un futbolista japonés que juega como defensa en el K. V. C. Westerlo.

## Trayectoria

### Clubes
| Club                       | País    | Año       |
| -------------------------- | ------- | --------- |
| F. C. Tokyo                | Japón   | 2018-2025 |
| Kyoto Sanga F. C. (cedido) | Japón   | 2021      |
| S. C. Sagamihara (cedido)  | Japón   | 2021      |
| Montedio Yamagata (cedido) | Japón   | 2022      |
| Sagan Tosu (cedido)        | Japón   | 2024      |
| K. V. C. Westerlo          | Bélgica | 2025-     |